# Mammillaria evermanniana
Mammillaria evermanniana Orcutt (укр. Мамілярія Еверманна, Мамілярія еверманніана) — сукулентна рослина з роду мамілярія (Mammillaria) родини кактусових (Cactaceae).

## Етимологія
Видова назва дана на честь директора музею Каліфорнійської академії наук Бартона Воррена Еверманна (1853—1932), який здійснив наукову експедицію до Каліфорнійської затоки 1921 року.

## Ареал
Енденмічна рослина Мексики. Ареал розташований на острові Серральво (Cerralvo Island) в Каліфорнійській затоці.

## Екологія
Mammillaria evermanniana зростає в заповнених ґрунтом тріщинах глибоких ущелин з боку острова, в пустелях і склерофітних чагарниках, на граніті та вулканічних ґрунтах. Острів Серральво отримує найбільшу кількість дощів в Каліфорнійській затоці.

## Систематика
В 1923 році Джозеф Нельсон Роуз та Натаніель Лорд Бріттон описали цю рослину як Neomammillaria evermanniana, назвавши її на честь Бартона Воррена Еверманна — директора Музею Каліфорнійської академії наук, який 1921 організував наукову експедицію у Каліфорнійську затоку, що дозволило відкрити цей вид.. Однак у 1926 Чарльз Рассел Оркатт відніс цей вид до роду Мамілярія.
Визнаючи рослину як самостійний вид, Девід Хант вважає його острівною формою, спорідненою з видом Mammillaria petrophila з прилеглих територій півострова Каліфорнія.

## Морфологічний опис
Рослини зазвичай поодинокі.
| Орган              | Опис |
| Коріння            | |
| Стебло             | кулясте, з віком — до короткого колоно-циліндричного, в діаметрі 5-7 см.                                                               |
| Епідерміс          | світло-зелений. |
| Маміли             | конічні, з молочним соком. |
| Ареоли             | |
| Аксили             | з щільним пухом і щетинисті, особливо спочатку.                                                                                        |
| Центральні колючки | 3, вертикально підняті або майже вертикальні, білі з темними (коричневими) кінцями, до 10 мм завдовжки, трохи сильніші, ніж радіальні. |
| Радіальні колючки  | 12-15, тонкі, голчасті, білі з темними (коричневими) кінцями, завдовжки 8-10 мм.                                                       |
| Квіти              | жовтувато-кремові з зеленуватим відтінком, з рожево-коричневими центральними прожилками, до 10 мм завдовжки і в діаметрі.              |
| Бутони             | |
| Зовнішні пелюстки  | |
| Внутрішні пелюстки | |
| Тичинки            | |
| Маточка            | |
| Плоди              | червоні. |
| Насіння            | коричневе. |

## Утримання в культурі
В культурі — це повільно зростаючий вид, але з віком стебло стає кулястим і покритим пухом, до 10 см в діаметрі. Не рекомендується температура нижче +5 °C.

## Охоронні заходи
Mammillaria evermanniana входить до Червоного списку Міжнародного союзу охорони природи видів, з найменшим ризиком (LC). Має дуже обмежений ареал, що розповсюджується лише на острів площею близько 50 км². Чисельність популяцій стабільна. Рослини ростуть дуже рясно і мають хорошу структуру населення. Лише незначними загрозами для Mammillaria evermanniana можуть бути урагани, які викликають зсуви ґрунту, які можуть змити рослини. Те саме можуть викликати і землетруси. Іншою загрозою може бути витоптування козами.
У Мексиці ця рослина занесена до Національного переліку видів, що перебувають під загрозою зникнення, де вона включена до категорії „підлягають особливій охороні“.
Охороняється Конвенцією про міжнародну торгівлю видами дикої фауни і флори, що перебувають під загрозою зникнення (CITES).